# Пьетрзе, Золя
Золя Пьетрзе (англ. Zola Pieterse, имя при рождении Золя Бадд англ. Zola Budd; род. 26 мая 1966, Блумфонтейн, Фри-Стейт, Южно-Африканская Республика) — южноафриканская легкоатлетка (бег на 1000 м, бег на 3000 м, бег на 5000 м и миля). Она участвовала в Олимпийских играх 1984 года от Великобритании и Олимпийских играх 1992 года от Южной Африки, оба раза в беге на 3000 метрах. В 1984 году (не ратифицирован) и в 1985 году она устанавливала женский мировой рекорд в беге на 5000 метров. Она также была двукратной победительницей на чемпионатах мира по пересечённой местности (1985—1986).